# Masjed Soleyman (shahrestan)
Masjed Soleyman, eller Shahrestan-e Masjed-e Soleyman (persiska: شهرستان مَسجِد سُلِیمان), är en delprovins (shahrestan) i Iran. Den ligger i provinsen Khuzestan, i den västra delen av landet. Administrativt centrum är staden Masjed Soleyman.
Delprovinsen hade 113 419 invånare 2016.